# 移動都市
『移動都市』（いどうとし、原題：Mortal Engines）はフィリップ・リーヴが4作からなるHungry City Chronicles （移動都市シリーズ）の第1作として2001年に発表し、Scholastic Limited, London より刊行されたSF小説である。
Hungry City Chronicles の続編として、第2作 『掠奪都市の黄金』 （2003年）、 第3作 『氷上都市の秘宝』 （2005年）、 第4作 『廃墟都市の復活』 （2006年）の3作が刊行されている。
日本では東京創元社（創元SF文庫）より 『移動都市』（日本語訳：安野玲）（ISBN 4488723012）として2006年に出版された。なおScholastic Limited, London 版のカバー画にはデイヴィッド・フランクランド（David Frankland）のイラスト、東京創元社版には後藤啓介のイラストがそれぞれ使用されている。
2018年にクリスチャン・リヴァース監督、ピーター・ジャクソンの製作・脚本による映画『移動都市/モータル・エンジン』が公開された。

## あらすじ
60分戦争により文明が荒廃した未来世界。工学士ニコラス・キルケがロンドンを最初の移動都市にしてから1000年もの間、この世界では都市が都市を襲う共食いが繰り返されていた。襲われた都市は、ガット（腸）と呼ばれる都市の最下層部で分解・リサイクルされ、住人は奴隷化されてしまう。そんな都市間自然淘汰主義に則って、移動都市ロンドンが待ちに待った獲物を捕獲した。全市民が心躍らせる捕獲劇。
しかし史学ギルド見習いのトムは、その捕獲劇を見るために仕事を怠ったかどでガットでの業務に就かされてしまう。ガットではたった今捕獲した小さな岩塩採掘都市が解体されていた。囚人や気の荒い労働者ばかりが作業する、暑く、暗く、悪臭が漂うガット。気落ちしながら解体現場を歩き進み、ふと目をやると…そこには史学ギルド長のサディアス・ヴァレンタインがいた。憧れの人物、ヴァレンタインとぎこちなく言葉を交わすと、彼は意外にも自分と自分の両親のことを知っていた。その事実に驚き、喜ぶトム。
史学長と見習いの垣根が急速に取り払われ、ヴァレンタインの娘、キャサリンも交えて消化作業の現場を訪れると、そこには獲物に乗り込んでいたスカベンジャー（ゴミ拾い）の一団がいた。
史学ギルドが買い取りそうなものを見つけた者はいないかと尋ねるヴァレンタイン。そのとき、黒いスカーフで顔を覆ったスカベンジャーの少女がヴァレンタインの前に飛び出した。手には薄刃のナイフが握り締められている。トムは少女に飛びつき、ナイフを持つ腕を押さえ込んだ。身を振りほどき逃亡する少女。クロスボウを構える機甲警官たちを慌てて制し、胸を高鳴らせながら追跡を開始するトム。ミスター・ヴァレンタインの命を救った。僕は英雄だ。反移動都市同盟がつかわした美しき暗殺者？目まぐるしい考えが頭をよぎる。
追跡の末、火炉エリアでようやく暗殺者と対峙したトム。少女のスカーフは逃亡中にダクトに絡まって引きちぎられており、顔が露わになっていた。年齢は自分と同じくらいだろうか。しかし、火炉の炎に照らされたその顔には恐ろしく醜い傷跡が刻まれていた。ショックのあまり立ち尽くすトムの背後から、機甲警官のクロスボウが放たれる。射撃の中止を懇願するトム。だが、矢の1本が少女の脚に命中してしまう。脚を引きずりながらなお逃亡しようとする少女に、トムが手を差し伸べて言う。ミスター・ヴァレンタインに手出しはさせない。いい人なんだ、親切で勇敢で―ところが少女の口から返された言葉は意外なものだった。あたしを見なよ、そのミスター・ヴァレンタインがヘスター・ショウに何をしたのか聞いてみな。少女は謎めいた言葉を残し、荒野へつながるダストシュートの暗がりに消えていった。
ようやく火炉エリアに辿り着いたヴァレンタインが、ダストシュートの脇で呆然と佇むトムに少女の所在を問う。あの娘は死にました―ショックから覚めやらぬまま答えるトムにヴァレンタインが質問を重ねる。あの娘の顔に傷跡はあったか？なぜ彼があの傷のことを知っているんだろう…かすかな疑問を感じながらも、娘の言葉を伝えるトム。ありました。名前はヘスター・ショウだそうです。ヴァレンタインの顔が複雑な表情を浮かべる。
次の瞬間、トムの体はヴァレンタインの大きな手に突き飛ばされ、ついさっき、顔に傷のあるあの少女が逃げ込んだ荒野を目がけて奈落のようなダストシュートを滑落していった。

## 登場人物
トマス・ナッツワーシー（トム）
本編の主人公。移動都市ロンドンの史学ギルド三級見習い。幼い頃に両親を失い、天涯孤独の身の上。
サディアス・ヴァレンタイン
ロンドンの史学ギルド長。冒険家。飛行船 『サーティーンス・フロア・エレベーター』 号船長。
キャサリン・ヴァレンタイン
サディアスの娘。
ドッグ
キャサリンのペット。狼。
チャドリー・ポムロイ
大ロンドン博物館の研究員。トムの上司的存在。
ハーバート・メリファント
ロンドン史学ギルドの一級見習い。
マグナス・クローム
ロンドン市長。工学ギルド長を兼任。
ドクター・トゥイクス
ロンドンの女性工学士。〈復活者〉を独自に再現する。
ベヴィス・ポッド
ロンドンの工学ギルド見習い。
ヘスター・ショウ
顔に傷跡のある少女。ヴァレンタインを付け狙う。
シュライク
〈復活者〉。
クライスラー・ピーヴィ
移動海賊都市タンブリッジ・ホイールズの市長。
アナ・ファン
飛行船 『ジェニー・ハニヴァー』 号船長。反移動都市同盟の仲間から「風の花（フェン・フア）」と呼ばれる。
コーラ
戦闘飛行船 『モケレ・ンベンベ』 号船長。反移動都市同盟の一員。
サスヤ
ケララ人の少女。反移動都市同盟の指揮官のひとり。

## 受賞
- "Nestle Smarties Book Prize2002 Gold Award"
- "Blue Peter Book Award 2003"[2]
- 第38回星雲賞（2007年度）[3]

## メディア展開

### ラジオドラマ
2010年、NHK-FM放送のオーディオドラマ番組「青春アドベンチャー」においてラジオドラマ化され、全10回が6月7日-6月18日の日程で放送された。

#### キャスト
- トム・ナッツワーシー - 内野謙太
- サディアス・ヴァレンタイン - 千葉哲也
- キャサリン・ヴァレンタイン - 花村怜美
- チャドリー・ポムロイ - 有川博
- ハーバート・メリファント - 手塚祐介
- マグナス・クローム - 上杉祥三
- ドクター・トゥイクス - 羽場睦子
- ベヴィス・ポッド - 崎本大海
- ヘスター・ショウ - 山下真琴/（回想）横溝あみ
- シュライク - 関戸将志
- クライスラー・ピーヴィ - 山本龍二
- アナ・ファン - 松岡依都美
- コーラ - 菊池均也
- サスヤ - 伴美奈子
- オーム・レイランド - 九十九一
- レイランド夫人 - 山乃廣美
- 語り手 - 山口眞司
- その他 - 綿貫正市、櫻井章喜、五十嵐明、大家仁志、本村壮平、土師孝也

### 映画
2018年にクリスチャン・リヴァース監督、ピーター・ジャクソン、フィリッパ・ボウエン、フラン・ウォルシュ脚本、ユニバーサル・ピクチャーズ製作による映画版『移動都市/モータル・エンジン』が封切りされた。